# Euthyonacta
Euthyonacta is een geslacht van zeekomkommers uit de familie Cucumariidae.

## Soorten
- Euthyonacta solida (Deichmann, 1930)